# Liste der Monuments historiques in Hangenbieten
Die Liste der Monuments historiques in Hangenbieten führt die Monuments historiques in der französischen Gemeinde Hangenbieten auf.

## Liste der Bauwerke
| Bezeichnung                     | Beschreibung                                           | Standort               | Kennzeichnung | Schutzstatus | Datum | Bild           |
| ------------------------------- | ------------------------------------------------------ | ---------------------- | ------------- | ------------ | ----- | -------------- |
| Protestantische Kirche St-Brice | Chorturm um 1200, Schiff vom Ende des 15. Jahrhunderts | Rue des Églises (Lage) | PA00084742    | Inscrit      | 1976  | weitere Bilder |

## Liste der Objekte
| Bezeichnung               | Beschreibung                                                            | Standort                                   | Kennzeichnung | Schutzstatus | Datum | Bild |
| ------------------------- | ----------------------------------------------------------------------- | ------------------------------------------ | ------------- | ------------ | ----- | ---- |
| Skulptur Madonna mit Kind | Lindenholz, farbig gefasst, um 1500, Veit Wagner zugeschrieben          | in der katholischen Kirche St-Brice (Lage) | PM67000121    | Classé       | 1978  |      |
| Gemälde Kreuzigung        | Ölfarbe auf Leinwand, vergoldeter Holzrahmen, Ende des 17. Jahrhunderts | in der katholischen Kirche St-Brice (Lage) | PM67001503    | Inscrit      | 2003  |      |